# Чон Син Хьон
Чон Син Хьон (кор. 정승현, нар. 3 квітня 1994, Інчхон) — південнокорейський футболіст, захисник клубу «Саган Тосу» та збірної Південної Кореї.

## Клубна кар'єра
Вихованець юнацьких команд футбольного клубу «Ульсан Хьонде». З 2015 року виступає за дорослу команду того ж клубу, в якій провів три сезони, взявши участь у 49 матчах чемпіонату.
На початку 2017 року перейшов у японський клуб «Саган Тосу». Станом на 2 грудня 2017 року відіграв за команду з Тосу 16 матчів в національному чемпіонаті.

## Виступи за збірні
2016 року залучався до складу молодіжної збірної Південної Кореї. На молодіжному рівні зіграв у 4 офіційних матчах.
2016 року захищав кольори олімпійської збірної Південної Кореї на футбольному турнірі на Олімпійських іграх 2016 року у Ріо-де-Жанейро, де збірна Республіки Корея дійшла до чвертьфіналу. Чон зіграв у всіх чотирьох матчах команди, причому завжди виходив на поле в стартовому складі. Головним тренером тієї збірної був Син Тхе Йонг, який наступного року очолив національну збірну Південної Кореї і почав залучати до неї Чона.
12 грудня 2017 року Чон Син Хьон дебютував у національній збірній в матчі Кубка Східної Азії проти Північної Кореї (1:0). Зігравши і у наступній грі проти Японії (4:1) він допоміг команді здобути трофей. Наступного року поїхав з командою на чемпіонат світу 2018 року у Росії.

## Титули і досягнення
- Переможець Ліги чемпіонів АФК (1):

«Ульсан Хьонде»: 2020
- Чемпіон Південної Кореї (2):

«Ульсан Хьонде»: 2022, 2023
- Чемпіон ОАЕ (1):

«Аль-Васл»: 2023-24
- Володар Кубка Президента ОАЕ (1):

«Аль-Васл»: 2023-24
Збірні
- Переможець Кубка Східної Азії: 2017